# Toll House Inn
Toll House Inn de Whitman, Massachusetts, fue una posada establecida en 1930 por Kenneth y Ruth Graves Wakefield. La casa original había sido construida en 1709, y tuvo una rica historia de proporcionar consuelo para los viajeros cansados. Ubicada en lo que es ahora la Ruta 18 a mitad de camino entre Boston y New Bedford, Massachusetts, era un lugar donde los pasajeros históricamente pagaban peaje, cambiaban los caballos y comían alimentos caseros de bienvenida.
Ruth cocinaba todos los alimentos servidos y pronto ganó fama local por sus postres. En 1937, la Sra. Wakefield se convirtió en la inventora de la primera galleta con chispas de chocolate utilizando una barra de chocolate semidulce hecha por la compañía Nestlé. El nuevo postre pronto se hizo popular.
Ruth contactó a Nestlé y llegaron a un acuerdo: La compañía imprimiría su receta en la portada de todas sus barras de chocolate semidulce, y ella tendría un suministro de chocolate de por vida. Nestlé comenzó a comercializar las chispas de chocolate para ser utilizadas especialmente para galletas. Ruth escribió un libro de cocina, Toll House Tried and True Recipes, que pasó por 39 impresiones a partir de 1940.
Ruth murió en 1977, y Toll House Inn se quemó por un incendio que comenzó en la cocina en Nochevieja de 1984, pero sus galletas siguen existiendo. El local no fue reconstruido. El sitio está marcado como un marcador histórico, y esa tierra es ahora hogar de un restaurante Wendy's y una farmacia Walgreens. Aunque hay muchos fabricantes de chispas de chocolate, el acuerdo para publicar la receta de Ruth Graves Wakefield en la parte posterior de cada paquete de chispas de chocolate Nestlé Toll House todavía sigue siendo hornado a partir de 2011.